# Frankenstein vs. Baragon
Frankenstein vs. Baragon (フランケンシュタイン対地底怪獣 Frankenstein tai Baragon?, también conocida como Frankenstein Conquers the World) es una película de género kaiju dirigida por Ishirō Honda, con efectos especiales de Eiji Tsuburaya. La película es protagonizada por Nick Adams, Kumi Mizuno, Tadao Takashima, con Koji Furuhata como Frankenstein y Haruo Nakajima como Baragon. La película fue una coproducción japonesa - estadounidense; fue la primera colaboración entre Tōhō y Henry G. Saperstein.
Frankenstein vs. Baragon fue estrenada en Japón el 8 de agosto de 1965 y American International Pictures le dio un estreno en cines en los Estados Unidos el 8 de julio de 1966.

## Reparto
- Nick Adams como Dr. James Bowen (actor de voz japonés: Gorō Naya).
- Tadao Takashima como Dr. Kawaji
- Kumi Mizuno como Dr. Sueko Togami.
- Yoshio Tsuchiya como Captain Kawai.
- Yoshifumi Tajima como Murata.
- Takashi Shimura como Hiroshima surgeon.
- Susumu Fujita como Osaka Police Chief.
- Peter Mann como Dr. Riesendorf (actor de voz japonés: Kazuo Kumakura).
- Keiko Sawai como Tazuko Tooi.
- Koji Furuhata como Frankenstein.
- Sumio Nakao como Frankenstein joven.
- Haruo Nakajima como Baragon.

## Producción
Toho siempre había estado interesado en el personaje de Frankenstein ya que, en 1961, el productor Tomoyuki Tanaka encargó un proyecto cinematográfico llamado Frankenstein vs. the Human Vapor. Actuando como una secuela de la película de 1960 The Human Vapor, el personaje de Mizuno de esa película encuentra el cuerpo del Monstruo de Frankenstein y lo revive, para que pueda ayudarlo a usar la fórmula de Frankenstein para revivir a su amada novia Fujichiyo (que había muerto en el final de dicha película). Como un borrador de la historia estaba siendo escrito por Takeshi Kimura (usando el seudónimo de Kaoru Mabuchi), finalmente se canceló antes de que se terminara el borrador. 
En 1962, Toho compró un guion de un productor independiente de Estados Unidos llamado John Beck llamado King Kong vs Prometheus. Beck había robado el tratamiento de la historia (que originalmente se llamaba King Kong y Frankenstein) de Willis O'Brien e hizo que George Worthing Yates lo convirtiera en un guion. Toho quería que King Kong luchara contra su propio monstruo Godzilla en lugar del gigante Frankenstein en la historia original y, después de llegar a un acuerdo con Beck y RKO, el titular de los derechos de autor de King Kong en ese momento, produjo King Kong vs. Godzilla.
Influenciado por el concepto del monstruo gigante de Frankenstein de la historia de King Kong contra Prometheus, Toho planeó hacer Frankenstein vs. Godzilla como una continuación de King Kong vs. Godzilla. Escrita en 1963 por Kimura, la historia trata sobre el corazón del monstruo original de Frankenstein que se irradia y se convierte en un gigante monstruo de Frankenstein. Temerosos de que el gigante comenzara a comer personas, Godzilla sería liberado de una prisión helada por el JSDF y comenzó a pelear con el monstruo con la esperanza de matarlo. A pesar de que King Kong vs. Godzilla ya se había hecho con Godzilla escapando de un iceberg en el que estaba atrapado al final de Godzilla Raids Again, la idea del guionista Mabuchi con Godzilla desapareciendo en el océano al final de esa película, la idea de Godzilla congelado en el Mar del Norte en otra prisión helada todavía podría funcionar. La historia terminaría con desastres naturales que derrotan a los monstruos cuando Godzilla desaparece en el flujo de un río furioso, y el gigante Frankenstein desaparece en el magma causado por un volcán en erupción.
Toho no era aficionado a la logística de la historia, por lo que abandonó la idea. Cuando la serie Godzilla se reanudaría un año después, en 1964, Mothra fue presentada como el próximo oponente de Godzilla para la película Mothra vs. Godzilla en su lugar. 
En 1965, finalmente co-producirían la historia con el apoyo financiero de Henry G. Saperstein compañía de cine Henry G. Saperstein Enterprises en esta película. Un nuevo oponente dinosaurio llamado Baragon fue creado para reemplazar a Godzilla como el oponente de Frankenstein, y el guion se modificó ligeramente. La mayoría de los conceptos del tratamiento original de la historia se conservaron en esta versión, como el corazón irradiado del monstruo, la incesante búsqueda de comida por parte del monstruo y un desastre natural al derrotar al monstruo durante el clímax. Además, la mayoría de los personajes de la historia original, como el científico investigador Dr. Bowen (interpretado por Nick Adams), serían mantenidos. En la versión estadounidense, Jerry Sohl obtendría crédito por una sinopsis y el productor ejecutivo Reuben Bercovitch obtendría crédito por la historia.
Koji Furuhata se ganó el papel del monstruo de Frankenstein a través de una audición abierta. Furuhata usaba lentes de contacto verdes para emular una apariencia caucásica, una prótesis de cabeza plana y cejas que se asemejan al diseño de Frankenstein de Jack Pierce, y grandes camisas y taparrabos. Originalmente, Honda había querido explorar más el tema de la ciencia que salió mal, pero se vio obligado a cambiar la historia en el medio para llegar a una batalla monstruosa culminante. Nick Adams entregó todas sus líneas en inglés, mientras que todos los demás entregaron sus líneas en japonés.

## Estreno
La película se estrenó en Japón el 8 de agosto de 1965, 2 días después del vigésimo aniversario del atentado de Hiroshima. La película recaudó ¥93 millones durante su carrera en cines japoneses. La película fue estrenada en Estados Unidos como Frankenstein Conquers the World el 8 de julio de 1966 por American International Pictures.